# Pablo Dorado
Pablo Dorado (Montevideo, 22 de junio de 1908-Montevideo, 18 de noviembre de 1978) fue un futbolista uruguayo. 
Fue un puntero derecho zurdo cerrado de 1,75 m y 71 kg, jugó en el Club Bella Vista, transfiriéndose después del mundial de 1930 para River Plate de Buenos Aires, donde conquistó el segundo campeonato de la Primera División de Argentina de 1932. 
En la final de la Copa de 1930, marcó el primer gol de la Selección Uruguaya, con un tiro dentro del área, tras una excelente trama del ataque uruguayo proveniente de una pared entre Héctor Scarone y Héctor Castro con un pase en diagonal del último que batió al portero argentino Botasso, a los 12 minutos de juego; fue el primer gol en una final de la Copa Mundial de Fútbol.  Además de asistir a Héctor Castro en el cuarto gol con un centro desde la derecha.
Era junto con Ernesto Mascheroni el jugador más joven de aquel plantel uruguayo.

### Participaciones en Copas del Mundo
| Mundial                        | Sede    | Resultado | Partidos | Goles | Asistencias |
| ------------------------------ | ------- | --------- | -------- | ----- | ----------- |
| Copa Mundial de Fútbol de 1930 | Uruguay | Campeón   | 4        | 2     | 1           |